# آرتور آشروود
آرتور آشروود (انگلیسی: Arthur Usherwood؛ ۱۸۸۴ – ۱۹۶۱) بازیکن فوتبال اهل بریتانیا بود.
از باشگاه‌هایی که در آن بازی کرده است می‌توان به باشگاه فوتبال اشتون تاون و باشگاه فوتبال استوک سیتی اشاره کرد.